# Phyllodoce algerensis
Phyllodoce algerensis är en ringmaskart som beskrevs av Ernst Ferdinand Nolte 1938. Phyllodoce algerensis ingår i släktet Phyllodoce och familjen Phyllodocidae. Inga underarter finns listade i Catalogue of Life.